# Alexander Baumjohann
Alexander Baumjohann (Waltrop, 23 gennaio 1987) è un ex calciatore tedesco, di ruolo centrocampista.

## Carriera
Calcisticamente cresciuto nel settore giovanile del Teutonia Waltrop, a soli tredici anni è passato allo Schalke 04.
Alla scadenza del suo contratto con i bianco-blu, è passato al Borussia Mönchengladbach.
Nell'estate del 2009 è stato acquistato dal Bayern Monaco, con cui ha disputato sole tre partite di campionato.
Nel gennaio del 2010 ha fatto ritorno allo Schalke 04.

## Palmarès

### Club

#### Competizioni nazionali
- Campionato tedesco di seconda divisione: 1

Borussia Mönchengladbach: 2007-2008
- Coppa di Germania: 1

Schalke 04: 2010-2011
- Supercoppa di Germania: 1

Schalke 04: 2011
- Campionato australiano: 1

Sydney FC: 2019-2020